# Amblyjoppa sulcata
Amblyjoppa sulcata är en stekelart som först beskrevs av Cameron 1906.  Amblyjoppa sulcata ingår i släktet Amblyjoppa och familjen brokparasitsteklar. Inga underarter finns listade i Catalogue of Life.